# 渔波站
漁波站（朝鲜语：／ Ŏp'a yŏk */?）是朝鮮民主主義人民共和國平安南道平原郡漁波勞動者區的一個鐵路車站，属于平义线。

## 邻近车站
平义线
石岩站 - 漁波站 - 肃川站